# Lwowski Okręg Etapowy
Lwowski Okręg Etapowy – okręg etapowy Wojska Polskiego.

## Formowanie i zmiany organizacyjne
Formowanie pododdziałów etapowych rozpoczęto na przełomie 1918-1919 roku.
W myśl rozkazu Naczelnego Dowództwa WP L24550/IV, rozkazem oficerskim nr 1 z 19 sierpnia 1919, z wszystkich formacji etapowych podległych DOE „Lwów“, sformowano sześć batalionów etapowych.
Na przełomie grudnia i stycznia 1919 Armia Ochotnicza rozpoczęła odwrót za Don pod silnym naporem wojsk bolszewickich. Aby nie dopuścić Armii Czerwonej do Zbrucza i przejąć kontrolę nad ważną strategicznie linią kolejową Kamieniec Podolski - Zwiahel, wojska Frontu Galicyjskiego ruszyły w ślad za ustępującą Armią Ochotniczą, a  28 grudnia 13 Dywizja Piechoty zajęła Starokonstantynów, a kilka dni później Płoskirów. Rozkaz NDWP nr 7305/III z 31 grudnia przemianował Front Galicyjski na Front Podolski. Dowództwo frontu miało przenieść się z Brzeżan do Tarnopola.
Przesunięcie frontu 40-60 km na wschód od Zbrucza pociągało za sobą konieczność analogicznego przemieszczenia obszaru wojennego i etapowego oraz przekazania DOGen Lwów tych powiatów Galicji Wschodniej, które zostaną opuszczone przez posuwające się w ślad za frontem formacje etapowe. Przygotowania do translokacji wojsk etapowych rozpoczęto pod koniec grudnia.
W rozkazie nr 1 z 27 grudnia 1919 Inspektorat Wojsk Etapowych DOE „Lwów“ zapowiedział konieczność przegrupowania oddziałów etapowych.
Ten sam rozkaz nakazywał przekształcenie załogi DPE Kamieniec Podolski w VIII batalion etapowy (I Pomorski batalion etapowy). Do batalionu włączono także cztery lotne kompanie: 4 kompanię z Wiśniowca por. Wiktorczyka, 7 kompanię z Janowa ppor. Nussbauma, 6 kompanię ppor. Ferkaluka z Kołomyi, 1 kompanię z Buczacza por. Lacheta. Tymczasowym dowódcą VIII batalionu etapowego mianowany został kpt. Marian Ocetkiewicz.
Natomiast IV batalion etapowy odmaszerował z Czortkowa do Podwołoczysk, skąd po przesunięciu linii frontu miał się udać do Bazalii, a po drodze zostawić załogi w miejscach wyznaczonych na siedziby PDE i stacji etapowych. Przystąpiono także do formowania dwóch szwadronów jazdy etapowej.
Rozkaz NDWP L.564/IV z 7 stycznia 1920 przewidywał stopniowe opuszczanie terenu Galicji przez formacje etapowe. Od 1 lutego z obszaru wojennego wyłączono dwanaście powiatów galicyjskich, a DOE „Lwów” zmieniało nazwę na DOE „Tarnopol” i do 1 lutego miało przenieść się do nowej siedziby do Tarnopola.
20 stycznia we Lwowie odbyła się konferencja pod przewodnictwem dowódcy OE „Lwów”. Przybyli na nią też oficerowie delegowani przez NDWP, MSWojsk. DOGen. „Lwów” oraz dowództwo Frontu Podolskiego. Ustalenia konferencji, regulujące tryb przejmowania obszaru wojennego przez DOGen. „Lwów”, posłużyły NDWP do opracowania szczegółowego planu przekazania nowym władzom opuszczanych przez etapy powiatów Galicji Wschodniej.
24 stycznia postawiono w stan likwidacji DPE „Kamionka Strumiłowa”, „Radziechów” i „Brody”.
Z dniem 31 stycznia zlikwidowano batalion etapu uzupełnień we Lwowie. Wydzielono z niego pluton wartowniczy pod dowództwem ppor. Wolfganga Michalskiego i wcielono do kompanii sztabowej DOE Lwów, natomiast pozostałych żołnierzy pod dowództwem kpt. Ludwika Krynickiego skierowano do Kamieńca Podolskiego jako uzupełnienie dla VIII batalionu etapowego. Odesłano 152 konie wierzchowe do organizującego się w Kamieńcu Podolskim 2 szwadronu jazdy etapowej. Dowództwo batalionu etapu uzupełnień przesszło do dyspozycji Inspektoratu Wojsk Etapowych DOE „Lwów”.
Dyslokacja formacji etapowych przedłużyła się do końca marca. Wpłynęły na to problemy organizacyjne, transportowe, a także opóźnienia w nadsyłaniu z kraju batalionów wartowniczych.

## Struktura organizacyjna
Organizacja i rozmieszczenie:
- Dowództwo OE – Lwów
- III Lubelski batalion etapowy w Złoczowie
- III Łódzki batalion etapowy w Zborowie
- III Kielecki batalion etapowy w Tarnopolu
- I Lwowski batalion etapowy w Czortkowie
- II Lwowski batalion etapowy w Zaleszczykach
- III Lwowski batalion etapowy w Kołomyi

## Obsada personlana
- gen. ppor. Antoni Madziara – dowódca okręgu (był w 1919)
- ppłk KS Józef Zołoteńki – szef Sądu Polowego DOE Lwów (1920[10])